# Tour de Romandia 2010
El Tour de Romandia 2010 és la 64a edició del Tour de Romandia i es disputà entre el 27 d'abril i el 2 de maig de 2010 per les carreteres de Suïssa. Aquesta era la tretzena prova del Calendari mundial.
La victòria final fou per l'eslovè Simon Spilak (Lampre-Farnese Vini), seguit pel rus Denís Ménxov (Rabobank ProTeam) i l'australià Michael Rogers (Team HTC-Columbia), líder fins a la darrera jornada. En un primer moment la victòria fou per l'espanyol Alejandro Valverde, però una sanció per dopatge el privà d'ella.

## Participants
En aquesta edició del Tour de Romandia hi prendran part 20 equips de 8 corredors cadascun per un total de 159 ciclistes. Divuit d'aquest equips són equips ProTour i dos són equips continentals professionals:
- equips ProTour: AG2R La Mondiale, Astana, Caisse d'Epargne, Euskaltel-Euskadi, Footon-Servetto, FDJ, Garmin-Transitions, Lampre-Farnese Vini, Liquigas, Omega Pharma-Lotto, Quick Step, Rabobank, Team Sky, Team HTC-Columbia, Team Katusha, Team Milram, Team Radioshack, Team Saxo Bank
- equips continentals. BMC Racing Team i Cervélo TestTeam.

## Recorregut
Els ciclistes hagueren d'afrontar un total de 654,8 km distribuïts en cinc etapes i un pròleg inicial. El pròleg i la tercera etapa eren contrarellotges individuals, mentre que la quarta i cinquena etapa es podien considerar les etapes més complicades pel que fa a la muntanya que havien de superar els ciclistes.

## Etapes
| Etapa    | Data       | Recorregut                           | Km         | Vencedor d'etapa | Líder de la classificació general |
| Pròleg   | 27 d'abril | Porrentruy – Porrentruy              | 4,3 (CRI)  | Marco Pinotti    | Marco Pinotti                     |
| 1a etapa | 28 d'abril | Porrentruy – Fleurier                | 175,6      | Peter Sagan      | Peter Sagan                       |
| 2a etapa | 29 d'abril | Friburg – Friburg                    | 171,8      | Mark Cavendish   | Peter Sagan                       |
| 3a etapa | 30 d'abril | Moudon – Moudon                      | 23,4 (CRI) | Richie Porte     | Michael Rogers                    |
| 4a etapa | 1 de maig  | Vevey – Châtel-Val d'Abondance (FRA) | 157,9      | Simon Špilak     | Michael Rogers                    |
| 5a etapa | 2 de maig  | Sion – Sion                          | 121,8      | Igor Antón       | Simon Špilak                      |

### Pròleg
27 d'abril de 2010. Porrentruy - Porrentruy. 4,3 km (CRI)
Pròleg de 4,3 km pels carrers de Porrentruy gairebé plans. El vencedor fou l'italià Marco Pinotti, especialista en contrarellotges, amb 1" sobre Peter Sagan. Entre els favorits Kreuziger perdé 6", Valverde 8", Ménxov 10" i Basso 16".
|   | Ciclista             | Equip             | Temps  |
| - | -------------------- | ----------------- | ------ |
| 1 | Marco Pinotti (ITA)  | Team HTC-Columbia | 5' 18" |
| 2 | Peter Sagan (SVK)    | Liquigas-Doimo    | +1"    |
| 3 | Jérémy Roy (FRA)     | FDJ               | +3"    |
| 4 | Michael Rogers (AUS) | Team HTC-Columbia | +3"    |
| 5 | Rick Flens (NED)     | Rabobank ProTeam  | +3"    |

|   | Ciclista             | Equip             | Temps  |
| - | -------------------- | ----------------- | ------ |
| 1 | Marco Pinotti (ITA)  | Team HTC-Columbia | 5' 18" |
| 2 | Peter Sagan (SVK)    | Liquigas-Doimo    | +1"    |
| 3 | Jérémy Roy (FRA)     | FDJ               | +3"    |
| 4 | Michael Rogers (AUS) | Team HTC-Columbia | +3"    |
| 5 | Rick Flens (NED)     | Rabobank ProTeam  | +3"    |

### Etapa 1
28 d'abril de 2010. Porrentruy - Fleurier, 175,6 km
Primera etapa ondulada, amb dues ascensions de primera categoria en la primera part de la cursa i una de segona a manca de 40 km. Els darrers quilòmetres són en clar descens.
L'eslovac Peter Sagan, segon en el pròleg, s'imposa a l'esprint per davant Francesco Gavazzi i Nicolas Roche. En aquest no hi és Mark Cavendish, despenjat en el darrer port de l'etapa. Sagan es vesteix amb el mallot de líder.
|   | Ciclista                | Equip                 | Temps      |
| - | ----------------------- | --------------------- | ---------- |
| 1 | Peter Sagan (SVK)       | Liquigas-Doimo        | 4h 50' 21" |
| 2 | Francesco Gavazzi (ITA) | Lampre-Farnese Vini   | mt.        |
| 3 | Nicolas Roche (IRL)     | Ag2r-La Mondiale      | mt.        |
| 4 | Maksim Iglinski (KAZ)   | Astana Qazaqstan Team | mt.        |
| 5 | Fabio Felline (ITA)     | Footon-Servetto-Fuji  | mt.        |

|   | Ciclista                | Equip             | Temps      |
| - | ----------------------- | ----------------- | ---------- |
| 1 | Peter Sagan (SVK)       | Liquigas-Doimo    | 4h 55' 29" |
| 2 | Marco Pinotti (ITA)     | Team HTC-Columbia | + 9"       |
| 3 | Jérémy Roy (FRA)        | FDJ               | + 12"      |
| 4 | Michael Rogers (AUS)    | Team HTC-Columbia | + 12"      |
| 5 | Christophe Moreau (FRA) | Caisse d'Epargne  | + 14"      |

### Etapa 2
29 d'abril de 2010. Friburg - Friburg, 171,8 km
Etapa bàsicament plana i idònia per una arribada a l'esprint, amb un circuit pels voltants de Friburg, per on es passa dues vegades abans de l'arribada final. Els ciclistes hauran de superar dues vegades la cota de La Lorette, una curta però dura pujada. L'arribada és totalement plana.
Mark Cavendish s'imposa fàcilment a l'esprint després que el seu equip controlés la cursa durant els darrers quilòmetres. En passar per la meta el britànic va fer un botifarra en resposta a les crítiques rebudes darrerament.
|   | Ciclista              | Equip               | Temps      |
| - | --------------------- | ------------------- | ---------- |
| 1 | Mark Cavendish (UK)   | Team HTC-Columbia   | 4h 28' 59" |
| 2 | Danilo Hondo (ALE)    | Lampre-Farnese Vini | mt.        |
| 3 | Robert Hunter (RSA)   | Garmin-Transitions  | mt.        |
| 4 | Juan José Haedo (ARG) | Team Saxo Bank      | mt.        |
| 5 | Peter Sagan (SVK)     | Liquigas-Doimo      | mt.        |

|   | Ciclista             | Equip               | Temps      |
| - | -------------------- | ------------------- | ---------- |
| 1 | Peter Sagan (SVK)    | Liquigas-Doimo      | 9h 19' 20" |
| 2 | Marco Pinotti (ITA)  | Team HTC-Columbia   | + 9"       |
| 3 | Jérémy Roy (FRA)     | FDJ                 | + 9"       |
| 4 | Danilo Hondo (ALE)   | Lampre-Farnese Vini | + 11"      |
| 5 | Michael Rogers (AUS) | Team HTC-Columbia   | + 12"      |

### Etapa 3
30 d'abril de 2010. Moudon - Moudon, 23,4 km (CRI)
La contrarellotge, de 23,4 km, té un començament ascendent, amb un desnivell de 282 metres en els primers set quilòmetres, per després baixar-los en els darrer tram.
L'australià Richie Porte s'adjudica l'etapa per davant d'Alejandro Valverde, a qui supera en 26", sent aquesta la seva primera gran victòria com a professional. El fins ara líder Peter Sagan perdé més d'un minut i mig i d'aquesta manera perdé el lideratge a mans de Michael Rogers.
|   | Ciclista                 | Equip             | Temps   |
| - | ------------------------ | ----------------- | ------- |
| 1 | Richie Porte (AUS)       | Team Saxo Bank    | 30' 54" |
|   | Alejandro Valverde (ESP) | Caisse d'Epargne  | + 26"   |
| 2 | Vladímir Karpets (RUS)   | Team Katusha      | + 27"   |
| 3 | Michael Rogers (AUS)     | Team HTC-Columbia | + 28"   |
| 4 | Denís Ménxov (RUS)       | Rabobank ProTeam  | + 31"   |

|   | Ciclista                 | Equip             | Temps      |
| - | ------------------------ | ----------------- | ---------- |
| 1 | Michael Rogers (AUS)     | Team HTC-Columbia | 9h 56' 03" |
|   | Alejandro Valverde (ESP) | Caisse d'Epargne  | + 2"       |
| 2 | Vladímir Karpets (RUS)   | Team Katusha      | + 5"       |
| 3 | Artiom Ovetxkin (RUS)    | Team Katusha      | + 7"       |
| 4 | Denís Ménxov (RUS)       | Rabobank ProTeam  | + 9"       |

### Etapa 4
1 de maig de 2010. Vevey - Châtel-Saint-Denis, 157,9 km
El recorregut és totalment pla fins al primer esprint intermedi (km 75,5). A partir d'aquest punt s'inciava l'ascensió al pas de Morgins, de primera categoria, on es troba la frontera francosuïssa, per tot seguit iniciar un llarg descens. El coll de Corbier, també de primera categoria, es troba a 25 km de l'arribada. Els vint darrers quilòmetres són d'un fals pla ascendent.
Etapa marcada per la pluja i per la lluita desfermada al Coll de Corbier. El primer a atacar fou Denís Ménxov, que va coronar el port en solitari, tot i que amb escassa diferència sobre el grup dels favorits. En el descens fou agafat. El següent en atacar fou Janez Brajkovic, provocant que Michael Rogers, Alejandro Valverde, Vladímir Karpets i Pieter Weening saltessin al seu darrere.
Valverde passà en segona posició pel pas intermedi, bonificant 2", mentre que Rogers fou tercer, aconseguint 1". D'aquesta manera la diferència entre els dos primers classificats es reduïa a sols 1".
En els darrers 8 km Simon Spilak va sorprendre els seus rivals, aconseguint la victòria i passant a la tercera posició de la general.
|   | Ciclista                 | Equip               | Temps      |
| - | ------------------------ | ------------------- | ---------- |
| 1 | Simon Spilak (SLO)       | Lampre-Farnese Vini | 4h 03' 25" |
| 2 | Peter Sagan (SVK)        | Liquigas-Doimo      | + 13"      |
| 3 | Philippe Gilbert (BEL)   | Omega Pharma-Lotto  | m. t.      |
| 4 | Hubert Dupont (FRA)      | AG2R La Mondiale    | + 15"      |
|   | Alejandro Valverde (ESP) | Caisse d'Epargne    | + 22"      |

|   | Ciclista                 | Equip               | Temps       |
| - | ------------------------ | ------------------- | ----------- |
| 1 | Michael Rogers (AUS)     | Team HTC-Columbia   | 14h 01' 48" |
|   | Alejandro Valverde (ESP) | Caisse d'Epargne    | + 1"        |
| 2 | Simon Spilak (SLO)       | Lampre-Farnese Vini | + 5"        |
| 3 | Vladímir Karpets (RUS)   | Team Katusha        | + 7"        |
| 4 | Denís Ménxov (RUS)       | Rabobank ProTeam    | + 11"       |

### Etapa 5
2 de maig de 2010. Sion - Sion, 121,8 km
Etapa d'alta muntanya, amb tres ports de primera categoria, dos d'ells només començar l'etapa i el darrer a sols vint quilòmetres de l'arribada.
Alejandro Valverde iniciava l'etapa sols 1" per darrere de Michael Rogers, però sense voler esperar a les bonificacions existents en l'arribada s'escapà del gran grup en el descens del darrer port junt a Igor Antón, Simon Spilak i Denís Ménxov. En l'esprint Valverde demostrà la seva punta de velocitat, superant Antón a la mateixa línia d'arribada i adjudicant-se, d'aquesta manera, la present edició del Tour de Romandia.
|   | Ciclista                 | Equip               | Temps      |
| - | ------------------------ | ------------------- | ---------- |
|   | Alejandro Valverde (ESP) | Caisse d'Epargne    | 3h 36' 19" |
| 1 | Igor Antón (ESP)         | Euskaltel–Euskadi   | m. t.      |
| 2 | Simon Spilak (SLO)       | Lampre-Farnese Vini | m. t.      |
| 3 | Denís Ménxov (RUS)       | Rabobank ProTeam    | m. t.      |
| 4 | Tiago Machado (POR)      | Caisse d'Epargne    | + 23"      |

|   | Ciclista                 | Equip               | Temps       |
| - | ------------------------ | ------------------- | ----------- |
|   | Alejandro Valverde (ESP) | Caisse d'Epargne    | 17h 37' 55" |
| 1 | Simon Spilak (SLO)       | Lampre-Farnese Vini | + 11"       |
| 2 | Denís Ménxov (RUS)       | Rabobank ProTeam    | + 21"       |
| 3 | Michael Rogers (AUS)     | Team HTC-Columbia   | + 35"       |
| 4 | Vladímir Karpets (RUS)   | Team Katusha        | + 42"       |

## Classificacions finals

### Classificació general
|    | Ciclista                 | Equip               | Temps       |
| -- | ------------------------ | ------------------- | ----------- |
|    | Alejandro Valverde (ESP) | Caisse d'Epargne    | 17h 37' 55" |
| 1  | Simon Spilak (SLO)       | Lampre-Farnese Vini | + 11"       |
| 2  | Denís Ménxov (RUS)       | Rabobank ProTeam    | + 21"       |
| 3  | Michael Rogers (AUS)     | Team HTC-Columbia   | + 35"       |
| 4  | Vladímir Karpets (RUS)   | Team Katusha        | + 42"       |
| 5  | Janez Brajkovič (SLO)    | Team RadioShack     | + 52"       |
| 6  | Tiago Machado (POR)      | Team RadioShack     | + 1' 16"    |
| 7  | Marco Pinotti (ITA)      | Team HTC-Columbia   | + 1' 27"    |
| 8  | Marcel Wyss (SUI)        | Cervélo TestTeam    | + 1' 28"    |
| 9  | Igor Antón (ESP)         | Euskaltel–Euskadi   | + 1' 34"    |
| 10 | Richie Porte (AUS)       | Team Saxo Bank      | + 2' 10"    |

|   | Ciclista            | Equip                 | Punts |
| - | ------------------- | --------------------- | ----- |
| 1 | Thibaut Pinot (FRA) | La Française des Jeux | 54    |
| 2 | Chad Beyer (USA)    | BMC Racing Team       | 24    |
| 3 | Denís Ménxov (RUS)  | Rabobank              | 18    |

|   | Ciclista                 | Equip            | Punts |
| - | ------------------------ | ---------------- | ----- |
| 1 | Chad Beyer (USA)         | BMC Racing Team  | 18    |
|   | Alejandro Valverde (ESP) | Caisse d'Epargne | 12    |
| 3 | Jérémy Roy (FRA)         | FDJ              | 6     |

|   | Ciclista           | Equip               | Temps       |
| - | ------------------ | ------------------- | ----------- |
| 1 | Simon Spilak (SLO) | Lampre-Farnese Vini | 17h 38' 06" |
| 2 | Marcel Wyss (SUI)  | Cervélo TestTeam    | + 1' 17"    |
| 3 | Peter Sagan (SVK)  | Liquigas-Doimo      | + 2' 21"    |

|   | Equip            | País         |
| - | ---------------- | ------------ |
| 1 | Team Radioshack  | Estats Units |
| 2 | Caisse d'Epargne | Espanya      |
| 3 | FDJ              | França       |

## Evolució de les classificacions
| Etapa (Vencedor)          | Classificació general | Classificació dels esprints | Classificació de la muntanya | Classificació dels joves | Classificació per equips |
| ------------------------- | --------------------- | --------------------------- | ---------------------------- | ------------------------ | ------------------------ |
| Pròleg (Marco Pinotti)    | Marco Pinotti         | No s'entrega                | No s'entrega                 | Peter Sagan              | Team HTC-Columbia        |
| 1a etapa (Peter Sagan)    | Peter Sagan           | Chad Beyer                  | Thibaut Pinot                | Peter Sagan              | Team HTC-Columbia        |
| 2a etapa (Mark Cavendish) | Peter Sagan           | Chad Beyer                  | Thibaut Pinot                | Peter Sagan              | Team HTC-Columbia        |
| 3a etapa (Richie Porte)   | Michael Rogers        | Chad Beyer                  | Thibaut Pinot                | Artiom Ovetxkin          | Team Katusha             |
| 4a etapa (Simon Spilak)   | Michael Rogers        | Chad Beyer                  | Thibaut Pinot                | Simon Spilak             | Caisse d'Epargne         |
| 5a etapa (Igor Antón)     | Alejandro Valverde    | Chad Beyer                  | Thibaut Pinot                | Simon Spilak             | Team RadioShack          |
| 0Final                    | Simon Spilak          | Chad Beyer                  | Thibaut Pinot                | Simon Spilak             | Team RadioShack          |